# Entlebuch
Entlebuch es una comuna suiza del cantón de Lucerna, situada en el distrito de Entlebuch. Limita al norte con las comunas de Wolhusen y Werthenstein, al este con Schwarzenberg y Alpnach (OW), al sur con Sarnen (OW), y al oeste con Hasle y Doppleschwand.